# Músculo peitoral maior

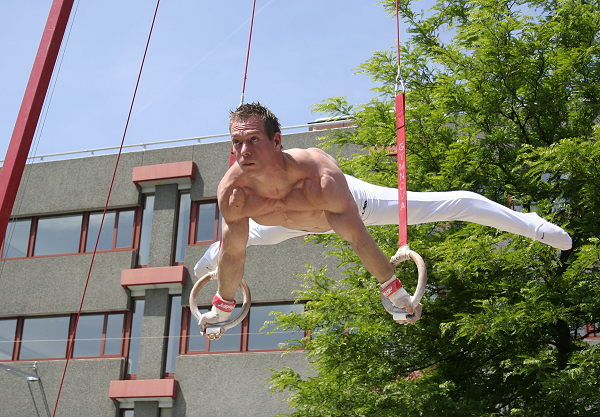
Atleta Yuri van Gelder praticando ginástica artística utilizando argolas de suspensão e fazendo uso de seu protuberante músculo peitoral maior para o exercício.

O músculo peitoral maior, pectoralis major, é o maior e mais superficial músculo da parte anterior do tórax. Seus feixes formam a prega axilar anterior e parede anterior da fossa axilar.
Pode-se distinguir três origens (inserções proximais) diferentes no músculo: a sua maior parte procede da face anterior do esterno e das cartilagens das primeiras 6 ou 7 costelas (parte esternocostal); outra parte tem origem na face anterior do terço medial da clavícula (parte clavicular) e outro feixe procede do terço superior da lâmina anterior da bainha do músculo reto do abdome. As três porções convergem em sentido lateral, inserindo-se na crista do tubérculo maior e sulco intertubercular do úmero, logo após o cruzamento das fibras, de modo que as fibras provenientes da parte abdominal inserem-se mais superiormente e as oriundas da parte clavicular ocupam a posição mais inferior no úmero.
A sua inervação faz-se, essencialmente, pelos nervos peitorais lateral e medial, provenientes de fascículos do plexo braquial.

## Ações
Tendo como ponto fixo a caixa torácica, o peitoral maior se torna um adutor e rotador interno do ombro; suas fibras superiores realizam a flexão desta articulação. Tendo como ponto fixo o úmero, torna-se um depressor da cintura escapular e elevador das costelas, auxiliando na inspiração.